# Tor House
Tor House ist eine Villa in der Stadt Rothesay, der Hauptstadt der schottischen Insel Bute. Sie befindet sich im Osten der Stadt in dem Vorort Craigmore oberhalb der Landspitze Bogany Point. 1971 wurde Tor House in die schottischen Denkmallisten in der höchsten Kategorie A aufgenommen.
Die Villa wurde um das Jahr 1855 für den örtlichen Händler John Wilson erbaut. Als Architekt war Alexander Thomson für die Planung verantwortlich. Die Umgebung von Tor House entwickelte sich im Viktorianischen Zeitalter als sich die Insel einem zunehmenden Touristenstrom ausgesetzt sah, was den Bau von Hotelanlagen, Wohngelegenheiten und Villen auslöste, zu denen auch Tor House zählt. Auf Grund des Meerpanoramas an den ansteigenden Flanken der Landspitze befand sich dort eines der Hauptexpansionsgebiete.